# Souhlas kliknutím
Clickwrap licence, dohoda/souhlas kliknutím nebo interaktivní souhlas je v informatice výzva, která uživatele vybízí, aby přijal nebo odmítl digitálně zobrazenou zásadu či pravidla.
Zásady ochrany osobních údajů, podmínky poskytnutí služby a další uživatelská pravidla, stejně jako zásady autorských práv, obvykle vyzývají k souhlasu kliknutím. Tento způsob je běžný při registraci do služeb jako Facebook, Twitter nebo Tumblr, připojení k firemním bezdrátovým sítím, při instalaci mnoha softwarových balíčků i za jiných okolností, kdy je požadován souhlas digitálním způsobem.

## Popis a právní důsledky
Anglický název „clickwrap“ je odvozen od shrink wrap contracts (doslova „kontrakt roztrženou smršťovací fólií“), což je běžně používaný způsob při nákupech softwaru v krabici. Krabice často obsahují upozornění, že „roztržením fólie uživatel souhlasí s přiloženými softwarovými podmínkami“.
Většina dohod kliknutím vyžaduje, aby koncový uživatel projevil svůj souhlas kliknutím na tlačítko „ok“ nebo „souhlasit“ v dialogovém nebo vyskakovacím okně. Uživatel může také odmítnout kliknutím na tlačítko Storno nebo zavřením okna. Po odmítnutí však uživatel nemůže produkt nebo službu používat ani kupovat. Klasicky je smlouva typu „ber nebo nech být“ popsána jako adhezní smlouva, což je smlouva, která postrádá vyjednávací sílu a zvýhodňuje jednu stranu před druhou.
Podmínky služby nebo licence se nemusí vždy zobrazovat na stejné webové stránce nebo v okně, ale jsou vždy přístupné před jejich přijetím, například prostřednictvím hypertextového odkazu vloženého na webovou stránku produktu nebo vyskakovací obrazovky před instalací. Analýza podmínek služby na hlavních spotřebitelských webech zjistila, že často obsahují ustanovení, která podstatným a často nečekaným způsobem narušují práva spotřebitele.

## Právní důsledky v Evropské unii
Evropský soudní dvůr rozhodl ve věci El Majdoub (případ č. C-322/14), že dohody typu click-wrap jsou za určitých okolností přijatelné jako důkaz souhlasu s obecnými podmínkami ve smyslu nařízení 44/2001 (nyní nahrazeného nařízením 1215/2012, známé také jako „přepracované nařízení Brusel I“).